# Tom De Sutter
Tom Denise H. De Sutter (* 3. Juli 1985 in Gent) ist ein ehemaliger belgischer Fußballspieler.

## Karriere

### Verein
De Sutter begann mit dem Vereinsfußball bei KVV Balegem. Anschließend spielte er für die Nachwuchsmannschaften von K. Standaard Wetteren und FC Brügge. Im Jahr 2005 startete er seine Profikarriere bei Torhout 1992 KM. Nachdem er hier ein Jahr tätig gewesen war, spielte er für Cercle Brügge und RSC Anderlecht, ehe er 2013 zum FC Brügge zurückkehrte.
Zur Spielzeit 2015/16 wechselte er in die türkische Süper Lig zu Bursaspor. Nach einer Spielzeit bei Bursaspor kehrte er mit seinem Wechsel zu Sporting Lokeren wieder in seine belgische Heimat zurück. Nachdem sein Vertrag im Sommer 2018 nicht mehr verlängert worden war, war De Sutter bis zur Winterpause vereinslos. Dann schloss er sich für sechs Monate dem KV Ostende an. Im Sommer 2019 wechselte er weiter zum Viertligisten FC Knokke, wo er schließlich 2020 seine Karriere beendete.

### Nationalmannschaft
De Sutter debütierte im August 2008 für die belgische Nationalmannschaft. Hier bestritt er bis Ende 2009 14 Länderspiele, ein Tor konnte er dabei nicht erzielen.

## Erfolge

### RSC Anderlecht
- Belgischer Meister: 2009/10, 2011/12, 2012/13
- Belgischer Superpokal: 2010/11, 2012/13

### FC Brügge
- Belgischer Meister: 2015/16
- Belgischer Pokalsieger: 2014/15